# 인터쿨러

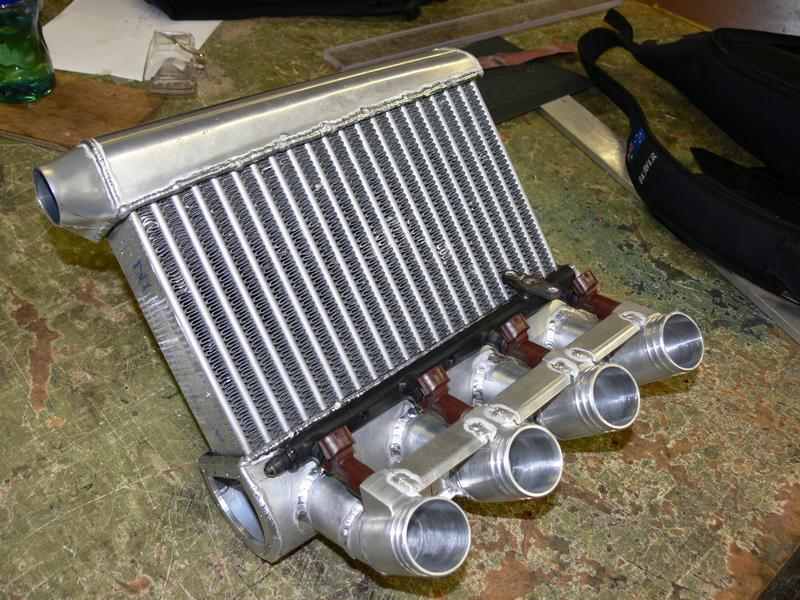
인터쿨러

인터쿨러(intercooler)는 선박, 철도 차량, 자동차, 항공기 및 발전기 등에 사용되는 과급기 (터보, 슈퍼차저 등)가 내연 기관용 보조 기기에서 과급기의 압축에 의해 온도가 상승한 공기를 냉각하는 열교환기이다. 연비 효율과 출력이 향상된다.